# فرودگاه بین‌المللی جناح
فرودگاه بین‌المللی جناح (به انگلیسی: Jinnah International Airport) یک فرودگاه همگانی مسافربری با کد یاتا KHI است که یک باند فرود بتن دارد و طول باند آن ۳۴۰۰ متر است. این فرودگاه در شهر کراچی کشور پاکستان قرار دارد و در ارتفاع ۳۰ متری از سطح دریا واقع شده‌است.

## شرکت‌های هواپیمایی و مقصدهای پروزای

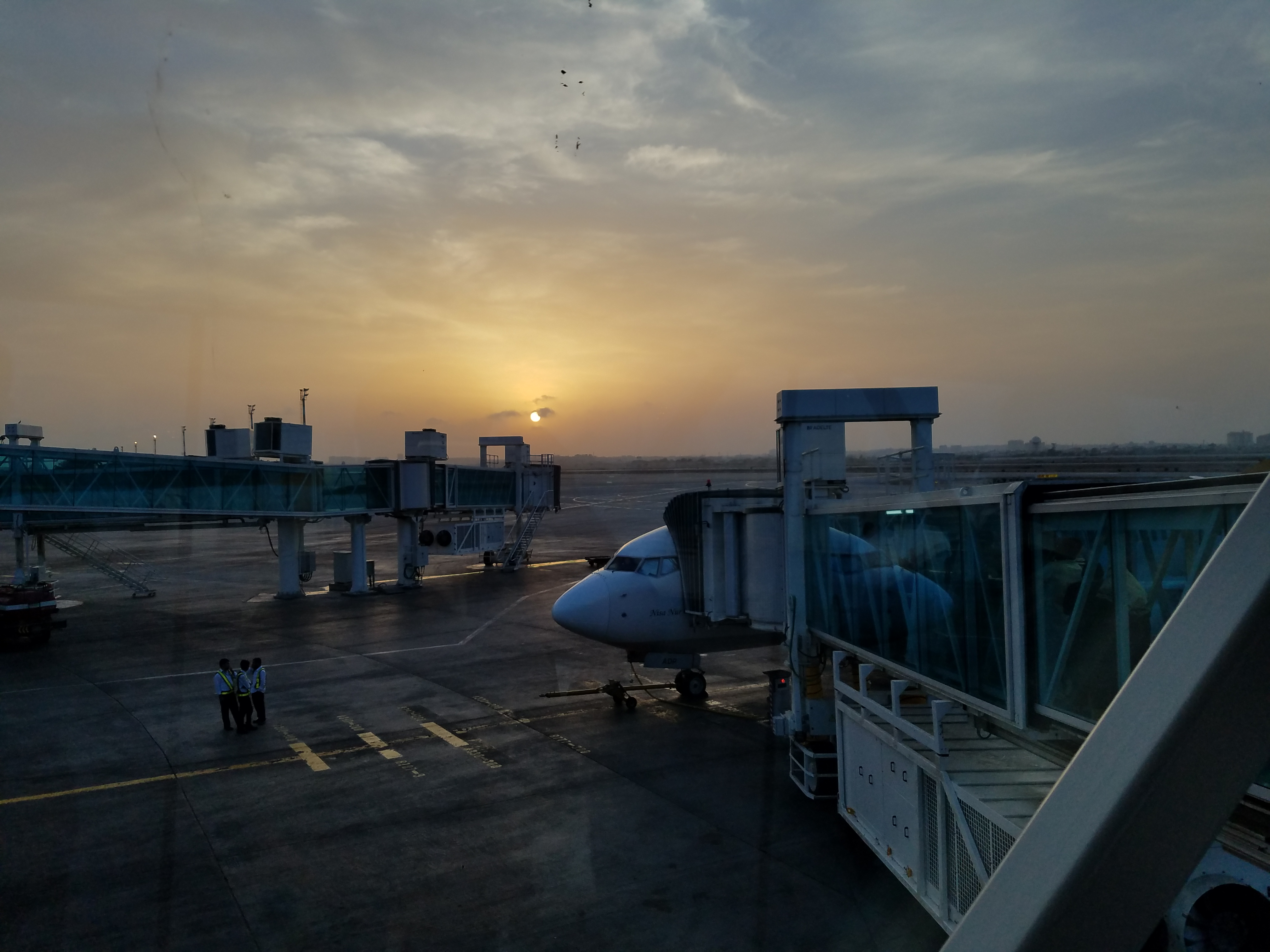
غروب خورشید در فرودگاه بین المللی جناح.

| شرکت‌های هواپیمایی                   | مقصدهای پروازی | محل اجتماع |
| ----------------------------------- | --- | ---------- |
| هواپیمایی ایرعربیا                  | فرودگاه بین‌المللی شارجه | East       |
| ایربلو                              | فرودگاه بین‌المللی ابوظبی، فرودگاه بین‌المللی دوبی، فرودگاه بین‌المللی ملک عبدالعزیز، فرودگاه بین‌المللی مسقط، فرودگاه بین‌المللی شارجه | East       |
| Airblue                             | فرودگاه بین‌المللی بینظیر بوتو، فرودگاه بین‌المللی اقبال لاهوری، فرودگاه بین‌المللی باچا خان، فرودگاه بین‌المللی شیخ زاید (رحیم‌یارخان) | West       |
| Aircraft Sales and Services Limited | چارتر: فرودگاه قادن‌واری، فرودگاه سون | West       |
| ایر چاینا                           | فرودگاه بین‌المللی پکنa | East       |
| الناصر ایرلاینز                     | فرودگاه بین‌المللی نجف | East       |
| هواپیمایی امارات                    | فرودگاه بین‌المللی دوبی | East       |
| هواپیمایی اتحاد                     | فرودگاه بین‌المللی ابوظبی | East       |
| فلای‌دبی                             | فرودگاه بین‌المللی دوبی | East       |
| گلف ایر                             | فرودگاه بین‌المللی بحرین | East       |
| ایران ایر                           | فرودگاه بین‌المللی شهید هاشمی‌نژاد مشهد، فرودگاه بین‌المللی امام خمینی | East       |
| عمان ایر                            | فرودگاه بین‌المللی مسقط | East       |
| هواپیمایی بین‌المللی پاکستان         | فرودگاه بین‌المللی ابوظبی، فرودگاه بین‌المللی بحرین، فرودگاه بین‌المللی پکن، فرودگاه بین‌المللی ملک فهد، فرودگاه بین‌المللی ایندیرا گاندی، فرودگاه بین‌المللی شاه‌جلال، فرودگاه بین‌المللی حمد، فرودگاه بین‌المللی دوبی، فرودگاه بین‌المللی ملک عبدالعزیز، فرودگاه بین‌المللی کوالالامپور، فرودگاه بین‌المللی کویت، فرودگاه هیترو لندن، فرودگاه شاهزاده محمد بن عبدالعزیز، فرودگاه میلانو مالپنسا، فرودگاه بین‌المللی چاتراپاتی شیواجی، فرودگاه بین‌المللی مسقط، فرودگاه بین‌المللی ملک خالد، فرودگاه بین‌المللی ناریتا، فرودگاه بین‌المللی پیرسون تورنتو | East       |
| هواپیمایی بین‌المللی پاکستان         | فرودگاه بهاولپور، دادو، پاکستان، فرودگاه بین‌المللی دیرا گازی کان، فرودگاه دیره اسماعیل‌خان، فرودگاه بین‌المللی فیصل‌آباد، فرودگاه بین‌المللی گوادار، فرودگاه بین‌المللی بینظیر بوتو، فرودگاه قادن‌واری، فرودگاه بین‌المللی اقبال لاهوری، فرودگاه موهن‌جو دارو، فرودگاه بین‌المللی مولتان، فرودگاه ناوابشاه، فرودگاه پنجگور، فرودگاه بین‌المللی باچا خان، فرودگاه بین‌المللی کویته، فرودگاه بین‌المللی شیخ زاید (رحیم‌یارخان)، فرودگاه سون، فرودگاه بین‌المللی سیالکوت، فرودگاه سکر، فرودگاه بین‌المللی تربت، فرودگاه ژوب                                | West       |
| قطر ایرویز                          | فرودگاه بین‌المللی حمد | East       |
| هواپیمایی سعودی                     | فرودگاه بین‌المللی ملک فهد، فرودگاه بین‌المللی شاه‌جلال، فرودگاه بین‌المللی ملک عبدالعزیز، فرودگاه شاهزاده محمد بن عبدالعزیز، فرودگاه بین‌المللی ملک خالد | East       |
| شاهین ایر                           | فرودگاه بین‌المللی ملک فهد، فرودگاه بین‌المللی دوبی، فرودگاه بین‌المللی ملک عبدالعزیز، فرودگاه بین‌المللی ابوظبی، فرودگاه بین‌المللی ملک خالد، فرودگاه بین‌المللی شهید هاشمی‌نژاد مشهد، فرودگاه بین‌المللی مسقط، فرودگاه بین‌المللی حمد | East       |
| Shaheen Air                         | فرودگاه بین‌المللی بینظیر بوتو، فرودگاه بین‌المللی اقبال لاهوری، فرودگاه بین‌المللی باچا خان، فرودگاه بین‌المللی کویته | West       |
| سریلانکان ایرلاینز                  | فرودگاه بین‌المللی باندرانیکی | East       |
| تای ایرویز اینترنشنال               | فرودگاه بین‌المللی سووارنابومی، فرودگاه بین‌المللی مسقط | East       |
| ترکیش ایرلاینز                      | فرودگاه بین‌المللی آتاترک | East       |
| یوتی‌ایر اوییشن                      | چارتر: فرودگاه بین‌المللی ونوکووا | East       |

## شرکت‌های هواپیمایی و مقصدهای پروازی

### مسافری
| شرکت‌های هواپیمایی           | مقصدهای پروازی |
| --------------------------- | --- |
| ایر عربیا                   | شارجه |
| ایربلو                      | ابوظبی، بینظیر بوتو، ملک عبدالعزیز، اقبال لاهوری، مولتان، مسقط، باچا خان |
| ایر چاینا                   | پکنa |
| هواپیمایی امارات            | دوبی |
| هواپیمایی اتحاد             | ابوظبی |
| فلای‌دبی                     | دوبی |
| گلف ایر                     | بحرین |
| ایران ایر                   | امام خمینی |
| عمان ایر                    | مسقط |
| هواپیمایی بین‌المللی پاکستان | ابوظبی، بهاولپور, پکن، ملک فهد، دیرا گازی کان، شاه‌جلال، حمد، دوبی، فیصل‌آباد، گوادار، بینظیر بوتو، ملک عبدالعزیز، کوالالامپور، کویت، اقبال لاهوری، هیترو لندن، شاهزاده محمد بن عبدالعزیز، موهن‌جو دارو، مولتان، مسقط، ایندیرا گاندی، پنجگور، باچا خان، کویته، شیخ زاید، ملک خالد، ناریتا، صلاله، سیالکوت، سکر، پیرسون تورنتو، تربت، ژوب چارتر: دادو، پاکستان، Kadanwari، Sawan، Zamzama |
| هواپیمایی قطر               | حمد |
| SalamAir                    | مسقط |
| هواپیمایی سعودی             | ملک فهد، ملک عبدالعزیز، شاهزاده محمد بن عبدالعزیز، ملک خالد |
| Serene Air                  | فیصل‌آباد ، بینظیر بوتو، اقبال لاهوری، باچا خان، کویته |
| شاهین ایر                   | ابوظبی، ملک فهد، دیرا گازی کان، دوبی، فیصل‌آباد، بینظیر بوتو، ملک عبدالعزیز، اقبال لاهوری، مسقط، باچا خان، کویته، ملک خالد |
| سریلانکان ایرلاینز          | باندرانیکی |
| تای ایرویز اینترنشنال       | سووارنابومی، مسقط |
| ترکیش ایرلاینز              | آتاترک |

Notes:
- ^ : ایر چاینا's flight from Beijing to Karachi make a stop in Islamabad but the flight from Karachi to Beijing is nonstop. Air China does not have eighth freedom rights on the Karachi-Islamabad sector

### باری
| شرکت‌های هواپیمایی             | مقصدهای پروازی                                          |
| ----------------------------- | ------------------------------------------------------- |
| DHL International Aviation ME | ابوظبی، میدان هوایی بگرام، بحرین                        |
| هواپیمایی اتحاد               | ابوظبی                                                  |
| IAMC                          | شارجه                                                   |
| ام‌ان‌جی ایرلاینز               | ابوظبی                                                  |
| هواپیمایی قطر                 | باندرانیکی، حمد، دبی                                    |
| Royal Airlines                | دبی، لاهور                                              |
| شاهین ایر                     | دوبی                                                    |
| Star Air Aviation             | ابوظبی، دوبی، بینظیر بوتو، کویت، اقبال لاهوری، باچا خان |
| TCS Courier                   | دبی، لندن، اسلام‌آباد، لاهور                             |
| Tristar Air                   | ابوظبی                                                  |
| ترکیش ایرلاینز                | آتاترک، کویت، امام خمینی                                |
| Uni-Top Airlines              | کونمینگ چانگشوی                                         |